# Факторен доход
Факторният доход е приход, получен от използването и продаването на стоки и услуги, придобити чрез усвояването и взаимодействието на основните производствени фактори – земя, труд, капитал и предприемачество. Факторният доход при използването на земята се нарича рента, факторният доход, генериран при използването на труд се нарича възнаграждение. Факторните доходи, генерирани от предприемачеството и правилното усвояване, използване и инвестиране на капитала се получават под формата на дивиденти, лихви, неразпределена печалба на дружества и други финансови активи и средства. Факторните доходи се делят на общи и преференциални.
Общите факторни доходи са тези, които се получават при предварително договорени условия и са част от цената на стока/услуга. Такива са работната заплата, рентата, приходът от наем, лихвите, т.н.
Преференциалните факторни доходи са тези, които се придобиват вследствие на допълнителното използвне на факторите за производство. Такива са – хонорари, постъпили допълнителни вземания, обезщетения, ценните книжа (акции и облигации) и т.н.
Факторният доход на всички жители на страната помага на правителството да определи разликата между Брутния вътрешен продукт (БВП) и Брутния национален продукт (БНП). За повечето държави разликата между общите суми на Брутния вътрешен продукт и Брутния национален продукт е малка, защото често приходите, получени от гражданите на определена държава в чужбина (емигранти) и приходите от чуждите граждани в тази страна (имигранти), повечето пъти се компенсират. Голяма съществена разлика в доходите между емигранти и имигранти е по-вероятно да бъде намерена в малки и развиващи се страни, където голяма част от националните доходи се генерират от чуждестранни инвеститори. Пропорционалното разпределение на факторните доходи между производствените фактори е важно за държавата. Например, страните с малко население, но богати природни и минерални ресурси, биха имали повече приходи от капитала, отколкото от работната ръка в сравнено съотношение с големи страни с по-голямо население, но неплодородни земи и с оскъдни природни ресурси. Страни, чиито икономика е насочена към селското стопанство и аграрните политики могат да получават по-високи факторни доходи от земята, макар че лошата реколта може да доведе до намаляване на цените. Индустриализацията, машинизацията и повишаването на производителността като цяло предизвикват бързи промени в разпределението на факторните доходи в държавата.
Чуждестранният факторен доход представлява доход на фирми и лица, получен от тяхната операция извън границите на държавата, включващ средствата, които те изпращат обратно в държавата си. Може да бъдат парични средства (заплати, лихви, наеми, т.н.), ценни книжа, активи, инвестиции и т.н. Чуждестранните факторни доходи оказват влияние върху Брутния национален приход на държавата. Обикновено приходите, които държавата получава от чужбина във формата на факторен доход, съответстват на разходите, които тя отчита за чуждестранни трудещи се лица в нея. Тези разходи формират чуждестранния факторен доход на страната, в която те изпращат финансови средства, капитали, инвестиции и т.н., но формират Брутния вътрешен продукт на страната, защото са придобити вследствие на приложен на нейната територия труд. Именно затова чуждестранният факторен доход не допринася голямо количество доход в държавната хазна и не е сред основните бюджетни приходи.